# 27 septembre 1976
Le lundi 27 septembre 1976 est le 271e jour de l'année 1976.

## Naissances
- Aurélie Konaté, actrice française
- Camille Levast, joueur de rugby français
- Cheri Becerra-Madsen, athlète américaine
- Daymond Langkow, joueur de hockey sur glace canadien
- Elina Madison, actrice et productrice américaine
- Eva García Pastor, femme politique andorrane
- Francesco Totti, footballeur italien
- Jeff Cowan, joueur de hockey sur glace canadien
- Jimmy Laporal-Trésor, scénariste et réalisateur français
- Kaz Boyle, compositeur américain
- Luca Parmitano, astronaute italien
- Matt Harding, développeur de jeux vidéo américain
- Tuono Pettinato (mort le 14 juin 2021), dessinateur de bande dessinée italien
- Yasmin Knoch, chanteuse allemande

## Décès
- Germaine Mornand (née le 27 mai 1888), écrivaine française
- Hans Edmund Nicola Burgeff (né le 19 avril 1883), botaniste allemand
- Marion B. Folsom (né le 23 novembre 1893), politicien américain
- Morris Fishbein (né le 22 juillet 1889), médecin américain
- Théophile Malicet (né le 12 février 1897), ouvrier forgeron, syndicaliste et écrivain français

## Événements
- Découverte de 8131 Scanlon
- Création du comité européen de rink hockey